# William Amherst, 1:e earl Amherst
William Pitt Amherst, 1:e earl Amherst, född den 14 januari 1773, död den 13 mars 1857, var en brittisk hovman och diplomat, generalguvernör i Ostindien, brorson till Jeffery Amherst, 1:e baron Amherst.
Amherst ärvde 1797 farbroderns barontitel. 1816 utsändes han som ambassadör till Kina för att utverka större förmåner för brittisk-ostindiska kompaniets faktori i Kanton. Av de kinesiska myndigheterna emottogs Amherst med utstuderad högdragenhet och fick återvända utan att ha erhållit audiens, eftersom han enständigt vägrade att underkasta sig en förödmjukande hyllningsceremoni (den så kallade "koutou") inför Jiaqing-kejsaren. Under hemresan till England besökte han den avsatte franske kejsaren Napoleon I på Sankta Helena.
År 1823 utsågs Amherst till generalguvernör i Ostindien, vilken befattning han innehade till 1828. Den märkligaste händelsen under hans ämbetstid var kriget med Burma (1824–1826), vilket framkallades genom burmesernas erövringståg mot Assam och deras övermodiga krav på överhöghet över kompaniets besittningar i östra Bengalen. Kriget, som till följd av det svåra klimatet och otillfredsställande anordningar för truppernas utrustning och proviantering krävde stora offer i människoliv och kostnader, slöts 1826 med att kungen av Ava genom fördraget i Yandabu nödgades avträda Assam, Arakan och Tenasserim. 
Samma år upphöjdes lord Amherst till earl. En tronstrid i Bharatpur förmådde Amherst att (1827) ditsända en truppstyrka, som erövrade detta i Indien allmänt som ointagligt ansedda fäste. Amhersts generalguvernörstid förflöt i övrigt lugnt och bildar övergången från de stora erövringarnas tid till den av lord Bentinck inledda sociala reformperioden. Efter sin hemkomst till England (1828) tillbragte Amherst sina återstående dagar i tillbakadragenhet.